# Народний суд (Болгарія, 1944—1945)
Народний суд (болг. Народен съд) — надзвичайний трибунал, який діяв у Болгарії з грудня 1944 року по квітень 1945. Функціював на основі антиконституційного урядового указу. Фактично був інструментом політичного терору Болгарської компартії. Виніс близько 11 тисяч вироків, із яких 2730 смертних (заочно засуджувалися особи, які до того часу померли або сховалися за кордоном). Після 1989 року ці дії кваліфіковано як незаконні політичні репресії, засуджених реабілітовано.

## Політичні завдання
Історичним попередником Народного суду була Третя палата державного суду, створена 12 січня 1920 року при уряді БЗНС на чолі з Александром Стамболійським. Палаті ставилося завдання «покарання винуватців національної катастрофи» — діячів, відповідальних за поразку Болгарії у Першій світовій війні.
Формально Народний суд мав подібні функції — «покарання винних у втягуванні Болгарії у Світову війну проти Союзних народів і в пов'язаних з нею злочинах». Реально цей орган був покликаний засудити юридично і фізично ліквідувати антикомуністично налаштованих представників колишньої еліти — насамперед політичної і військової. Формально-правова сторона завідомо оголошувалася малозначущою.
30 вересня 1944 уряд Кімона Георгієва — до того часу політичного союзника комуністів — затвердив закон-постанову (фактично позаконституційний указ) про створення Народного суду. Акт набрав чинності з моменту опублікування 6 жовтня 1944 року. Прем'єр Георгієв розраховував, що створення трибуналу дозволить зупинити хвилю довільних політичних вбивств, що охопила Болгарію. Керівники ж БКП ставили ліквідацію своїх противників на «правову основу».

Ніхто не повинен бути виправданий. Міркування гуманності і співчуття не повинні грати ролі.
Георгій Димитров

Цю вимогу було прийнято суддівськими складами як політичну установку (хоча не в буквальному сенсі; деяка кількість виправдувальних вироків мала місце).

## Організаційна структура
Персональний склад суддів — «які обираються з найкращих громадян» — визначався структурами Вітчизняного фронту, в якому домінувала БКП. Урядовим куратором Народного суду став міністр юстиції комуніст Мінчо Нейчев. Головним обвинувачем виступав комуніст Георгій Петров (за юридичною спеціальністю адвокат).
Народний суд розподілявся на верховні і регіональні палати. До компетенції верховних палат входили справи колишніх міністрів, регентів і царських радників, депутатів парламенту, болгарських експертів з Катинського та Вінницького розстрілів, «військових злочинців» (в найширшому тлумаченні), пропагандистів ідеології фашизму, учасників депортації євреїв, «фашистських агентів» у Софії, прокурорів і суддів колишнього режиму, банківських службовців та інших економічних організаторів, членів правих організацій (насамперед Союзу болгарських національних легіонів), учасників операцій проти партизанського руху 1940-хпартизанського руху 1940-х.
Верховні палати складалися з 13 членів, регіональні — з 5. Головами верховних палат були Богдан Шулєв, Светослав Кіраджієв, Борис Кьосєв, Георгій Патронєв, Дімітр Дімітров, Борис Лозанов, Нейко Нейков, Борис Ілієв. Одним з обвинувачів у палаті, що займалася «військовими злочинцями», був Добрі Джуров, майбутній міністр оборони НРБ.

## Репресивні вердикти
Найбільш резонансними були вироки у Справі № 1» і «Справі № 6». У першому випадку засудженню підлягали представники політичної і військової еліти колишнього режиму — регенти, міністри, депутати, керівники антикомуністичних організацій. 1 лютого 1945 за вироком Народного суду було розстріляно 104 людини (наймасовіша одноразова страта в історії Болгарії), зокрема князь Кирило Преславський, академік Богдан Філов, генерал Нікола Міхов, генерал Іван Русєв, ідеолог НСР Тодор Кожухаров, колишній прем'єр Петро Габровський, підполковник Сірко Станчев, полковник Христо Калфов.
По «Справі № 6» проходили більше ста представників гуманітарної інтелігенції — письменники, художники, журналісти. Деяких з них, як Райко Алексиева і Данаїла Крапчева, до того часу вже не було в живих. Серед засуджених — відома письменниця Фані Попова-Мутафова, що отримала 7 років в'язниці (реально відбувала менше року) за пронімецькі симпатії і націоналізм.
Вердикти у Справі № 1» і «Справі № 6» одномоментно обезголовили політичну опозицію і сильно деморалізували потенційну опозицію. Одночасно оформлялася ліквідація опозиційних активістів «середньої ланки», здатних керувати збройним опором. Наприклад, за вироком Народного суду було розстріляно капітана Івана Харлакова, активного учасника повалення Стамболійського і придушення Вересневого повстання в 1923. Репресувались і діячі, непричетні до політичного насильства. До 15 років ув'язнення було засуджено Димитр Пешев, ініціатор порятунку болгарських євреїв. До 1 року в'язниці було засуджено і згодом репресовано вдруге лідера БЗНС Дімітра Гічева. Довічне ув'язнення було призначено ліберальному екс-прем'єру Костянтину Муравієву. У цих і подібних випадках мова однозначно йшла про позаправові політичні розправи.
Деяких політичних емігрантів — Олександра Цанкова, Христо Статева, Івана Дочева, Георгія Паприкова і ряд інших — засуджували до страти заочно (іноді неодноразово).
Вироки не підлягали оскарженню, смертна кара виконувалася практично негайно. Оскільки формально Болгарія залишалася монархією, вироки виносилися «іменем Симеона II, царя болгар».

## Статистика вироків
Статистичні дані вироків Народного суду засновані на звіті міністра Нейчева від 24 липня 1945. За його даними, статистика обвинувальних вироків за період з 22 грудня 1944 року по 31 березня 1945 виглядала так:
- до смертної кари — 2680 осіб

- до довічного ув'язнення — 1921 особа

- до 20 років ув'язнення — 19 осіб

- до 15 років ув'язнення — 962 особи

- до 10 років ув'язнення — 727 осіб

- до менших термінів — 3241 особа

Нейчев зазначав, що на момент звіту «робота Народного суду остаточно не завершена». Сучасні болгарські джерела стверджують, що до страти було засуджено 2730 чоловік (за іншими вироками дані від 24 липня 1945 не оскаржуються). Виправдувальні вердикти винесено стосовно 1516 особам. Для порівняння повідомляється, що за період 1940-1943 років за політичними звинуваченнями було страчено 357 чоловік.

## Засудження суду
В сучасній Болгарії діяльність Народного суду розглядається як юридично незаконна — урядова постанова про його створення суперечила формально чинній на той момент Тирновській конституції. Політично Народний суд характеризується як інструмент комплексного політичного терору, пропорційні масштаби якого — якщо враховувати чисельність населення Болгарії — належать до найбільших у Східній Європі.
26 серпня 1996 року Верховний суд Республіки Болгарії скасував 111 вироків Народного суду на підставі відсутності доказів вини.
Діяльність «так званого «Народного суду» включено окремим положенням в закон Болгарії 2000 року про злочинність комуністичного режиму 1944-1989 років.
У 1998 році Конституційний суд Республіки Болгарії кваліфікував діяльність Народного суду як антиконституційну. Відповідно з цим рішенням засуджені Народним судом можуть реабілітуватися без вивчення вироків.
З 2011 року дата 1 лютого — розстріл засуджених у «Справі № 1» у 1945 році — офіційно відзначається в Болгарії як День пам'яті жертв комуністичного режиму.